# Władimir Ułanow
Władimir Wiktorowicz Ułanow (ros. Владимир Викторович Уланов, ur. 10 lutego 1951 w Moskwie, zm. w 2000) – rosyjski siatkarz, reprezentant Związku Radzieckiego, medalista igrzysk olimpijskich, mistrzostw świata, mistrzostw Europy i pucharu świata.

## Życiorys
Ułanow jest złotym medalistą Uniwersjady 1973. W pierwszej reprezentacji Związku Radzieckiego zadebiutował w 1974. W tym też roku zdobył srebrny medal w mistrzostwach świata 1974 w Meksyku. W następnym roku reprezentanci ZSRR tryumfowali w rozgrywanych w Jugosławii mistrzostwach Europy 1975. Ułanow wystąpił na igrzyskach olimpijskich 1976 w Montrealu. Zagrał we wszystkich meczach turnieju, w tym w przegranym meczu finałowym z Polską. W 1977 zdobył złoty medal w Pucharze Świata w Japonii i zakończył karierę w reprezentacji.
Ułanow był zawodnikiem moskiewskich klubów MWTU (do 1977) i CSKA (od 1977 do 1981). Jest czterokrotnym tryumfatorem mistrzostw ZSRR z lat 1978–1981 oraz dwukrotnym zwycięzcą pucharu ZSRR z 1972 i 1980. Karierę sportową zakończył w 1981.